# Цырков, Борис Михайлович
Бори́с Миха́йлович Цырко́в (иногда Цирко́в; англ. Boris de Zirkoff; 22 февраля [7 марта] 1902 — 4 марта 1981) — американский теософ, редактор, писатель и переводчик. Родственник Е. П. Блаватской.

## Биография
Борис Цырков родился 7 марта 1902 года в Санкт-Петербурге, Россия. Его отец — Михаил Васильевич Цырков, генерал русской армии. Мать — Лидия Дмитриевна Ган, троюродная сестра Е. П. Блаватской.
Из-за Февральской революции семья Бориса была вынуждена в 1917 году бежать через Финляндию в Стокгольм. Тем не менее, это позволило ему получить европейское университетское образование — он специализировался в современных и античных языках. В Германии он познакомился с американцем из русских эмигрантов Н. Романовым, который рассказал, что возле Сан-Диего в Калифорнии есть полуостров Пойнт-Лома, где находится организация под названием «Всеобщее братство и теософское общество». Борис написал письмо Кэтрин Тингли, главе Общества, и, когда она была с визитом в Европе, они встретились в Финляндии. Тингли, узнав, что Цырков — родственник Блаватской, пригласила его приехать в Калифорнию в их штаб-квартиру и пообещала помочь с переездом в Америку. Это путешествие он предпринял в конце 1923 года.

### Собрание сочинений Блаватской
В 1924 году, когда Цырков уже находился в штаб-квартире Общества, он решил приступить к работе над собранием сочинений Блаватской. Этот план положил начало его более чем 50-летним исследованиям. Первые четыре тома были опубликованы в 1933—1936 г.г. в издательстве Rider & Co. под названием «Полное собрание сочинений Е. П. Блаватской», однако наборные платы издательства были уничтожены в результате бомбардировок Лондона во время Второй мировой войны. Эти тома удалось восстановить лишь в 1966—1969. Между 1950 и 1981 г.г. Борис опубликовал первые  12 из 15 томов собрания сочинений Блаватской. В 1975 г. впервые был опубликован сделанный Цырковым полный английский перевод книги «Из пещер и дебрей Индостана».
В период с 1944 по 1981 год с помощью небольшой группы добровольцев он издавал в Лос-Анджелесе журнал Theosophia. Кроме этого он читал лекции и писал статьи для других теософских журналов. В 1980 году был награждён медалью Субба Роу. Согласно WorldCat, опубликовал 49 работ, не считая статей.
Борис Цырков умер 4 марта 1981 года, не успев закончить главное дело своей жизни, но его работа была продолжена: в 1982 и 1985 годах вышли XIII и XIV тома; XV том, содержащий полный индекс всего собрания был издан в 1991 году.

## Комментарии
1. ↑  «He became a naturalized citizen of the United States on December 18, 1936».[1]
2. ↑  По старому русскому календарю это было 22 февраля.[2]
3. ↑  Отец Блаватской и дед Цыркова (отец его матери) были двоюродными братьями.[1]
4. ↑  «He had a gift for languages, eventually mastering English, French, German, and Swedish, as well as the classics».[1]
5. ↑  Некоторые тома «Собрания сочинений» не пронумерованы. В них вошли три книги Блаватской: «Разоблачённая Изида», «Из пещер и дебрей Индостана» и «Тайная доктрина» (из предисловия к XV тому).
6. ↑  «Works: 49 works in 87 publications in 2 languages and 476 library holdings».[11]